# Mausoleo conjunto de Goya, Meléndez Valdés, Donoso y Moratín
El mausoleo conjunto de Goya, Meléndez Valdés, Donoso y Moratín es un monumento funerario, conocido también como Panteón de Hombres Ilustres, ubicado en el cementerio madrileño de San Isidro. Los restos mortales de Francisco de Goya, Juan Donoso Cortés, Leandro Fernández Moratín y Juan Meléndez Valdés, tras haber sido reunidos en Madrid, se habrían sepultado en el monumento en mayo de 1900. El arquitecto responsable del diseño de la estructura —en origen destinada a Goya, Donoso y Moratín— fue Joaquín de la Concha Alcalde, mientras que la parte escultórica corrió a cargo de Ricardo Bellver. Los restos de Goya se trasladarían en noviembre de 1919 a la ermita de San Antonio de la Florida. Se encuentran sepultados igualmente en el mausoleo Francisco Asenjo Barbieri, su esposa Joaquina Peñalver y Diego de León.